# يوجين هولمز
يوجين هولمز (بالإنجليزية: Eugene Holmes)‏ هو مغني ومغني أوبرا أمريكي، ولد في 7 مارس 1934 في براونزفيل في الولايات المتحدة، وتوفي في 19 يناير 2007 في دوسلدورف في ألمانيا.